# Skřítek (sedlo)

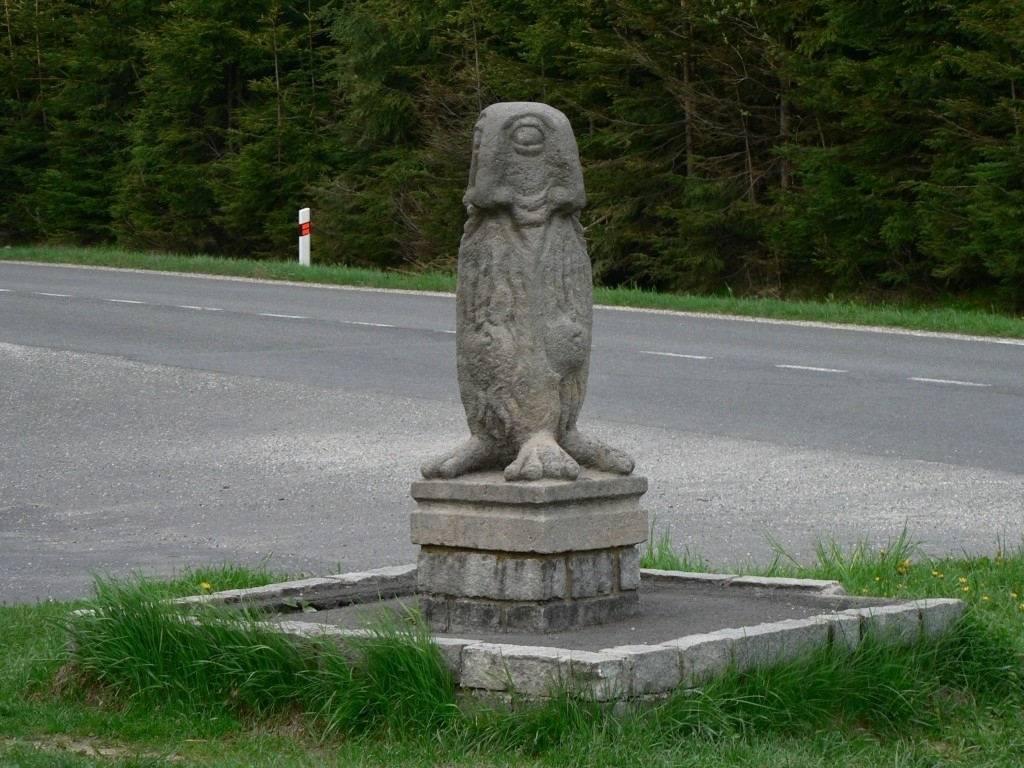
Socha skřítka v sedle Skřítek (Jiří Jílek)

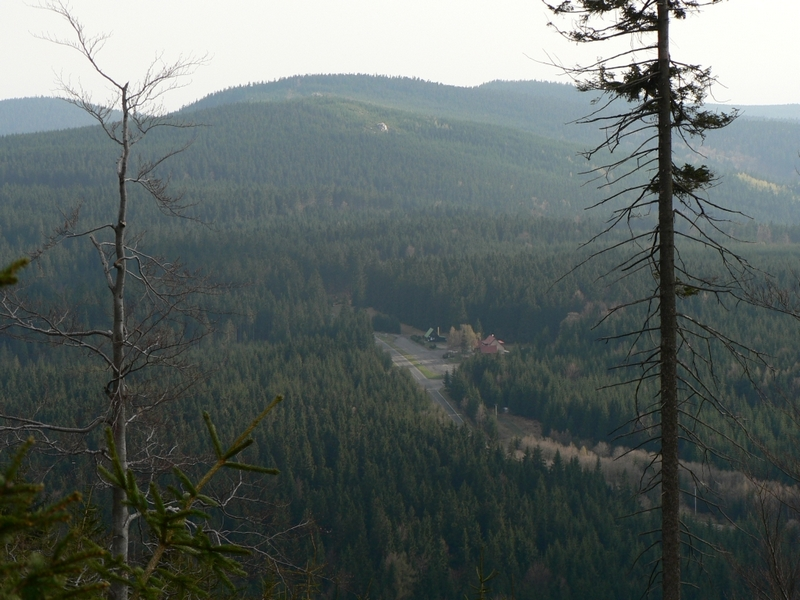
Pohled na oblast sedla Skřítek od severu

Skřítek (874 m) je ploché sedlo v Hanušovické vrchovině, v jejím podcelku Hraběšická vrchovina, při jižním okraji pohoří Hrubý Jeseník. Nachází se na území obce Stará Ves v okrese Bruntál. Prochází přes něj silnice první třídy č. 11 z Šumperka do Rýmařova a dále do Ostravy. Sedlo je východiskem řady turistických a běžkařských tras, v jeho západní části se nachází Chata na Skřítku. U nájezdu na parkoviště u chaty se nachází plastika Skřítka sochaře Jiřího Jílka. Díky silnici horského charakteru s táhlými zatáčkami se ze Skřítku stal cíl motocyklistů, kteří se zde v sezóně sjíždějí.

## Motorest Skřítek
Silnici přes sedlo Skřítek postavila již v letech 1836–42 firma bratří Kleinů jako součást císařské silnice. Kleinové tuto silnici potřebovali k zásobování sobotínských železáren dřevem. V polovině 19. století tady byl vybudován zájezdní hostinec Berggeist, který se stal vítanou zastávkou pro formany a jejich koně po dosažení vrcholu stoupání. S užíváním uhlí v železárnách význam pro formany poklesl, ale zároveň začal růst význam pro počínající turistiku. Od roku 1885 nový hostinský přidal nabídku ubytování a stravování. Od roku 1896 byl majitelem horský spolek MSSGV, přitom byla zvětšena kapacita hostince i prostor k ubytování. Udržování cesty v zimních měsících bylo náročné, proto byl zimní provoz po 1. světové válce omezen. Na konci 2. světové války hostinec do základu vyhořel. Obnoven byl jako motorest až v roce 1966 Jednotou Zábřeh.

## NPR Rašeliniště Skřítek
V sedle Skřítek se nachází Národní přírodní rezervace Rašeliniště Skřítek, která chrání komplex rašelinného smrkového lesa s fragmenty rašelinných březin a přirozeného rašelinného bezlesí.